# Anna Åbergsson
Anna Mathilda Augusta Åbergsson, née le 6 janvier 1871 et morte en 1937, est l'une des initiatrices, avec Anna Lindhagen, du mouvement pour les jardins ouvriers en Suède et plus particulièrement à Stockholm au début du XXe siècle.
Une bourse d'études et une fondation portent son nom au sein de l'université d'Uppsala en Suède.